# La Chaussée-Saint-Victor
La Chaussée-Saint-Victor és un municipi francès, situat al departament del Loir i Cher i a la regió de Centre – Vall del Loira. L'any 2007 tenia 4.129 habitants.

## Demografia

### Població
El 2007 la població de fet de La Chaussée-Saint-Victor era de 4.129 persones. Hi havia 1.925 famílies, de les quals 675 eren unipersonals (255 homes vivint sols i 420 dones vivint soles), 697 parelles sense fills, 431 parelles amb fills i 122 famílies monoparentals amb fills.
La població ha evolucionat segons el següent gràfic:
Habitants censats

### Habitatges
El 2007 hi havia 2.141 habitatges, 1.949 eren l'habitatge principal de la família, 26 eren segones residències i 166 estaven desocupats. 1.468 eren cases i 657 eren apartaments. Dels 1.949 habitatges principals, 1.324 estaven ocupats pels seus propietaris, 608 estaven llogats i ocupats pels llogaters i 16 estaven cedits a títol gratuït; 60 tenien una cambra, 177 en tenien dues, 347 en tenien tres, 553 en tenien quatre i 812 en tenien cinc o més. 1.663 habitatges disposaven pel capbaix d'una plaça de pàrquing. A 992 habitatges hi havia un automòbil i a 801 n'hi havia dos o més.

### Piràmide de població
La piràmide de població per edats i sexe el 2009 era:
| Homes | Edats   | Dones |
| ----- | ------- | ----- |
| 0     | 95 o +  | 12    |
| 4     | 90 a 94 | 40    |
| 40    | 85 a 89 | 48    |
| 28    | 80 a 84 | 36    |
| 88    | 75 a 79 | 100   |
| 108   | 70 a 74 | 156   |
| 128   | 65 a 69 | 152   |
| 100   | 60 a 64 | 120   |
| 100   | 55 a 59 | 112   |
| 100   | 50 a 54 | 132   |
| 168   | 45 a 49 | 168   |
| 136   | 40 a 44 | 188   |
| 148   | 35 a 39 | 144   |
| 100   | 30 a 34 | 104   |
| 116   | 25 a 29 | 116   |
| 68    | 20 a 24 | 96    |
| 128   | 15 a 19 | 144   |
| 144   | 10 a 14 | 148   |
| 84    | 5 a 9   | 108   |
| 56    | 0 a 4   | 76    |

## Economia
El 2007 la població en edat de treballar era de 2.495 persones, 1.934 eren actives i 561 eren inactives. De les 1.934 persones actives 1.811 estaven ocupades (906 homes i 905 dones) i 123 estaven aturades (64 homes i 59 dones). De les 561 persones inactives 236 estaven jubilades, 195 estaven estudiant i 130 estaven classificades com a «altres inactius».

### Ingressos
El 2009 a La Chaussée-Saint-Victor hi havia 1.922 unitats fiscals que integraven 4.186,5 persones, la mediana anual d'ingressos fiscals per persona era de 22.039 €.

### Activitats econòmiques
Dels 398 establiments que hi havia el 2007, 1 era d'una empresa extractiva, 1 d'una empresa alimentària, 2 d'empreses de fabricació de material elèctric, 14 d'empreses de fabricació d'altres productes industrials, 25 d'empreses de construcció, 78 d'empreses de comerç i reparació d'automòbils, 17 d'empreses de transport, 19 d'empreses d'hostatgeria i restauració, 4 d'empreses d'informació i comunicació, 26 d'empreses financeres, 8 d'empreses immobiliàries, 55 d'empreses de serveis, 131 d'entitats de l'administració pública i 17 d'empreses classificades com a «altres activitats de serveis».
Dels 54 establiments de servei als particulars que hi havia el 2009, 1 era una oficina de correu, 3 oficines bancàries, 8 tallers de reparació d'automòbils i de material agrícola, 2 tallers d'inspecció tècnica de vehicles, 1 autoescola, 2 paletes, 5 guixaires pintors, 2 fusteries, 5 lampisteries, 2 electricistes, 2 empreses de construcció, 4 perruqueries, 1 veterinari, 1 agència de treball temporal, 10 restaurants, 2 agències immobiliàries, 1 tintoreria i 2 salons de bellesa.
Dels 23 establiments comercials que hi havia el 2009, 1 era un hipermercat, 1 un supermercat, 1 una gran superfície de material de bricolatge, 1 una botiga de més de 120 m², 1 una botiga de menys de 120 m², 1 una fleca, 1 una carnisseria, 3 llibreries, 2 botigues de roba, 2 botigues d'equipament de la llar, 1 una botiga d'electrodomèstics, 2 botigues de material esportiu, 2 drogueries i 4 floristeries.

## Equipaments sanitaris i escolars
El 2009 hi havia 2 hospitals de tractaments de curta durada, 1 hospital de tractaments de mitja durada (seguiment i rehabilitació, 1 maternitat, 2 farmàcies i 1 ambulància.
El 2009 hi havia 1 escola maternal i 1 escola elemental.

## Poblacions més properes
El següent diagrama mostra les poblacions més properes.